# Armașivka, Berezivka
Armașivka (în ucraineană Армашівка) este un sat în comunei Petrovirivka din raionul Berezivka, regiunea Odesa, Ucraina. Anterior a purtat denumirea Ordjonikidze.

## Demografie
Componența lingvistică a localității Armașivka
     Ucraineană (95,03%)
     Rusă (2,9%)
     Română (1,52%)
     Alte limbi (0,42%)
Conform recensământului din 2001, majoritatea populației localității Armașivka era vorbitoare de ucraineană (95,03%), existând în minoritate și vorbitori de rusă (2,9%) și română (1,52%).